# Šefik Džaferović
Šefik Džaferović, né le 9 septembre 1957 à Zavidovići, est un homme d'État bosnien. Il est membre bosniaque de la présidence de la Bosnie-Herzégovine de 2018 à 2022. 
Il est également vice-président du Parti d'action démocratique (SDA), aux côtés de Denis Zvizdić et Adil Osmanović.

## Biographie
Šefik Džaferović est né en 1957 dans la ville bosniaque de Zavidovići. Il est diplômé de la faculté de droit de l'université de Sarajevo en 1979. Il travaille dans les institutions judiciaires et pour la police à Zavidovići et Zenica jusqu'en 1996. 

### Carrière politique
En 1996, il est élu au conseil du canton de Zenica-Doboj. La même année, il devient membre de la Chambre des peuples de la fédération de Bosnie-et-Herzégovine . Quatre ans plus tard, il entre à la Chambre des peuples. Lors des élections législatives de 2002, il est élu membre du Parlement de la FBiH . En 2014, il est élu au Parlement de BiH avec 30 000 voix. Lors des élections de 2018, il remporte le poste de membre bosniaque de la présidence de Bosnie-Herzégovine avec plus de 36 % des voix. Il est président du collège présidentiel du 20 mars au 20 novembre 2020 et de nouveau du 20 mars au 16 novembre 2022. Il ne se représente pas aux élections de 2022.